# Dr. Heckle and Mr. Jive (England Dan & John Ford Coley)
Dr. Heckle and Mr. Jive is het zevende studioalbum van England Dan & John Ford Coley. Het was tevens hun laatste album, al werd een jaar later nog een verzamelalbum uitgebracht van het duo. Het album verkocht matig; het haalde niet als voorgaande drie albums de top 100 van de Billboard 200. De succesvolle single Love is the answer, geschreven door Todd Rundgren dat de tiende plaats haalde in de Billboard Hot 100 kon daar geen verandering in brengen. Andere tracks werden hits van andere artiesten. Zo zong Anne Murray Broken hearted me en Michael Martin Murphey What's forever for de Amerikaanse hitparades in.  
Het album werd in 2005 uitgebracht op compact disc.

## Musici
Opnieuw een lijst met gastmusici, waaronder Steve en Jeff Porcaro en Lukather uit Toto:
- Dan Seals – (achtergrond-)zang, akoestische gitaar
- John Ford Coley – (achtergrond-)zang, piano, akoestische gitaar
- Dan Ferguson – akoestische gitaar (1, 3, 5)
- Steve Gibson – twaalfsnarige elektrische gitaar (1), elektrische gitaar (7, 11)
- Steve Lukather – elektrische gitaar (1, 3, 9, 11), arrangementen (3), gitaar (5, 7)
- Lee Ritenour – gitaar (2, 7)
- Wah Wah Watson – gitaar (2)
- Richie Zito – gitaar (2, 4), elektrische gitaar (8, 9, 11)
- Ovid Stevens – gitaar (6), elektrische gitaar (10)
- Gary Torps – elektrische gitaar (6)
- Jai Winding – piano (1, 3), clavinet (3)
- Bill Payne – synthesizer (2)
- Greg Phillinganes – piano (2), elektrische piano (4, 7)
- Michael Boddicker – synthesizer (3)
- Steve Porcaro – synthesizer (5, 9)
- Shane Keister – elektrische piano (8, 11)
- Joey Carbone – elektrische piano (9)
- Michael Vernacchio – synthesizer (10)
- Leland Sklar – basgitaar (1, 3, 4, 5, 8, 11)
- Wilton Felder – basgitaar (2, 7)
- John Leland – basgitaar (6, 10)
- Dee Murray – basgitaar (9)
- Jeff Porcaro – drumstel (1, 4)
- Ed Greene – drumstel (2, 7)
- Gary Mallaber – drumstel (3, 9)
- Ralph Humphrey – drumstel (5, 8, 11)
- Danny Gorman – drumstel (6, 10)
- Steve Forman – percussie (2, 7, 9)
- Bubba Keith – harmonica
- Ernie Watts – sopraansaxofoon (7), tenorsaxofoon (9), baritonsaxofoon (10)
- Gene Page – arrangementen (2, 7), strijkarrangementen (4)
- Bergen White – strijkarrangementen (8)
- Kelly Bulkin, Leslie Bulkin – achtergrondzang (1, 5, 8, 10)
- The Jim Gilstrap Singers – koortje (7)

## Muziek
| Nr. | Titel                                                           | Duur |
| --- | --------------------------------------------------------------- | ---- |
| 1.  | Hollywood Heckle and Jive (Coley, Seals)                        | 4:05 |
| 2.  | What can I do with this broken herat (Coley, Seals, Bob Gundry) | 3:12 |
| 3.  | Another golden oldie night for Wendy (Dennis Lindes)            | 3:43 |
| 4.  | Broken hearted me (Randy Goodrum)                               | 3:55 |
| 5.  | Children of the half-light (Coley, Gundry)                      | 3:45 |
| 6.  | Rolling fever (Seals)                                           | 3;24 |
| 7.  | Love is the answer (Rundgren)                                   | 4:41 |
| 8.  | Only a matter of time (Coley, Gundry)                           | 3:16 |
| 9.  | Caught op in the middel (Coley, Gundry)                         | 4:06 |
| 10. | Running after you (Kelly Bulkin, Leslie Bulkin, Coley)          | 3:07 |
| 11. | What’s forever for (Rafe Van Hoy)                               | 3:25 |